# Angelo Prini

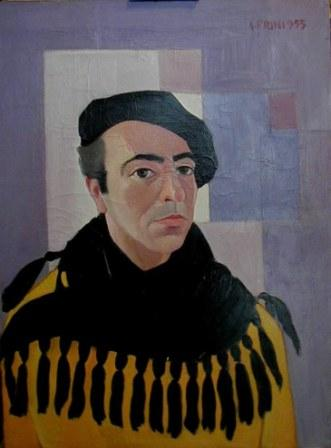
Autoritratto, 1955
olio su tela, cm 75x55

Angelo Prini (La Spezia, 28 luglio 1912 – 30 marzo 1999) è stato un pittore e incisore italiano.

Renato Righetti, giornalista e critico d'arte spezzino, definiva “Un antico amore” quello di Prini per il disegno e la grafica e così ricordava l'amico pittore: 

## Biografia
Prini inizia, giovanissimo, la sua attività artistica, come caricaturista,  e ritrattista, con lo pseudonimo di "Astra"; lavora alla Spezia presso uno studio fotografico, ma spesso si trasferisce in Versilia, soprattutto a Viareggio, dove nei locali più noti durante le serate di gala animate dall'orchestra di Gorni Kramer, con rapidi tratti, ritrae uomini e donne.
Ben presto, all'amore per il disegno si affianca quello per la pittura iniziato quando, ragazzo, seguiva e quasi spiava i pittori più anziani che dipingevano all'aperto e da loro imparava. La necessità di attrezzarsi meglio e di misurarsi con gli strumenti conoscitivi e tecnico-storici dell'arte lo portano a diplomarsi al Liceo Artistico di Carrara e negli anni che vanno dal 1931 al 1935 circa frequenta a Verona l'Accademia di Belle Arti Cignaroli.

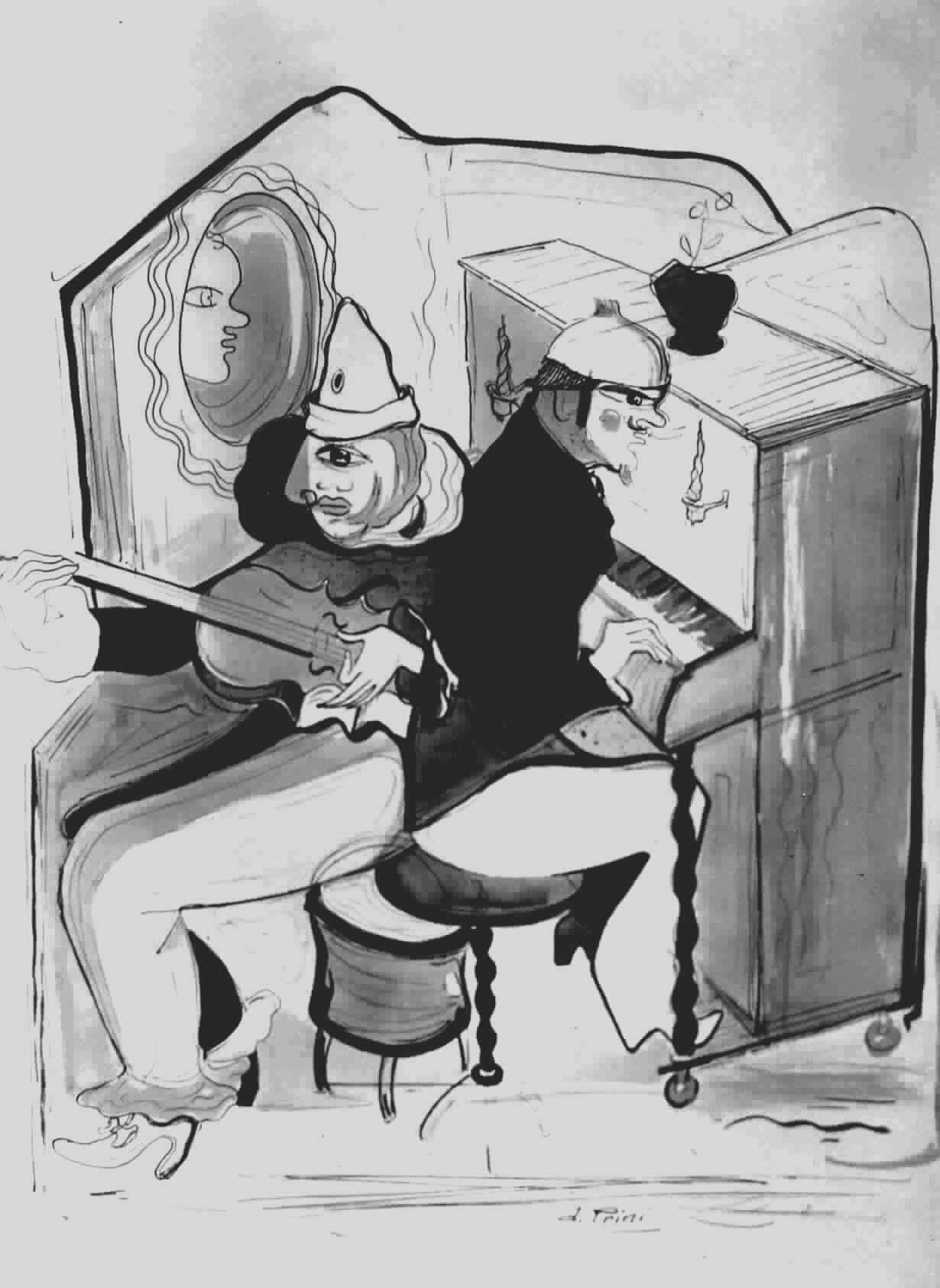
Cantautori, 1944
disegno a china, 70X50

Con l'inizio della guerra, la sua vita d'artista si fa difficile, racconta nei suoi diari: « …Mentre prendeva campo il primo inverno di guerra (1940), che ci rendeva ancora più drammatica la vita fatta di tessere, di bollini, di razionamenti, di autarchia, di fame e di violenze di ogni genere, cercavo di tirare avanti in qualche modo perché, con quello che stava succedendo, con l'arte, era difficile procurarsi il pane quotidiano…». In questi anni, tra paura, fughe e bombardamenti, pur non abbandonando mai il disegno e la pittura, fa i più disparati lavori e incontra Bianca, la donna con la quale condividerà quaranta anni di vita.
Abbandonato lo pseudonimo Astra, nell'immediato dopoguerra fonda alla Spezia il sindacato pittori e scultori ed organizza numerose rassegne d'arte e dal 1950 insegna disegno e storia dell'arte negli Istituti Superiori.
Inizia in questi anni un lungo periodo ricco di stimoli e di esperienze; dipinge, studia, insegna e partecipa attivamente a importanti rassegne d'arte nazionali ed internazionali alcune delle quali, le più significative, vale la pena di ricordare: la VI Quadriennale di Roma, l'Internazionale del mare di Genova, tutte le edizioni del "Premio Golfo della Spezia" (di cui è stato anche fra i più attivi promotori), la mostra bolognese sulla Resistenza, il premio repubblica di San Marino, il Suzzara, la biennale parmense. Aderisce al gruppo internazionale "Artisti d'Avanguardia per la pittura di piccolo formato", costituito a Roma, con un nutrito gruppo artisti italiani e stranieri, fra i quali: Balla, Brindisi, Burri, Guttuso, Monachesi, Scanavino, Tamburi, e molti altri,  per una serie di mostre da tenersi a Roma, Milano,  Madrid, Los Angeles, Barcellona.
L'insegnamento lo porta prima in Calabria poi in Lombardia; in quei luoghi partecipa attivamente alla vita artistica locale e coglie l'occasione per scoprire e studiare motivi compositivi diversi: le reti dei pescatori stese al sole e il paesaggio Silano da una parte, le vallate e le sconfinate pianure lombarde dall'altra.

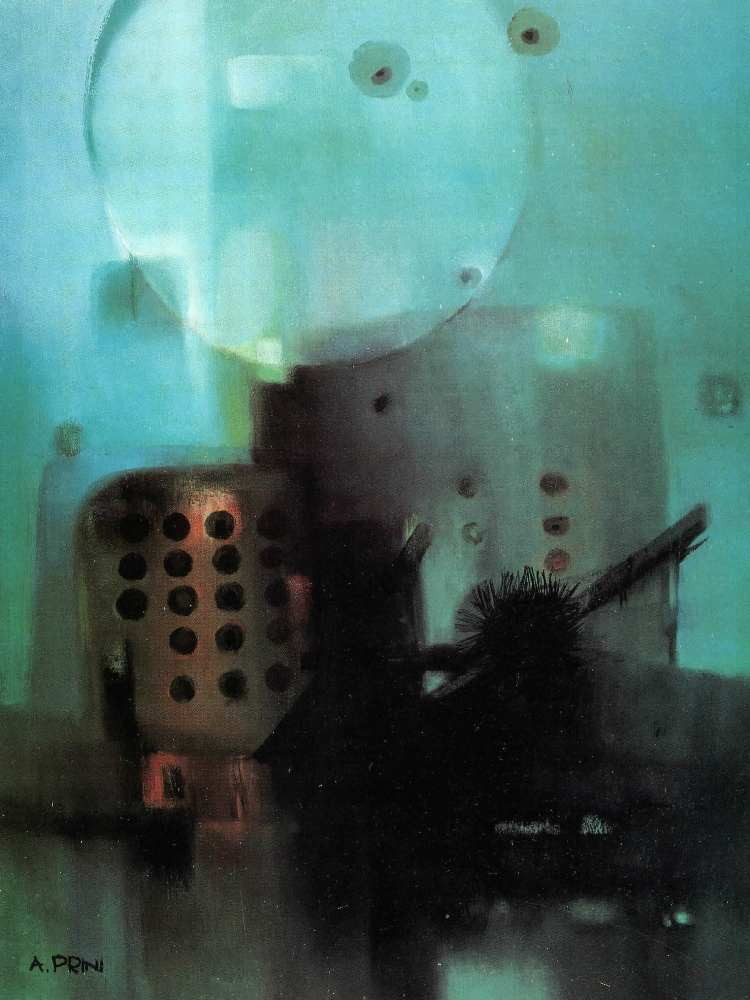
Relitto sommerso, 1978
olio su tela, cm 80X60

Nel 1965 riceve la Stella d'argento del premio Europa Arte: Rassegna Internazionale di Arti Figurative diretta da Carlo Emanuele Bugatti. le stelle d'argento sono assegnate a Renato Guttuso (pittura), Yaap Mooy (scultura), Diego Valeri (poesia), Michelangelo Antonioni (cinema), Marco Valsecchi (critica), N.V.C. Londra (gallerie), Le Arti (stampa artistica), Angelo Prini (riservata ad un artista che si sia distinto con modestia e serietà d'impegno in attività almeno ventennale).
Tornato alla Spezia, in veste di presidente della Pro Loco di Beverino, paese della Val di Vara, promuove tre edizioni del “Premio letterario Beverino” e fa stampare in tre volumi, che illustra, i racconti premiati per una collana di narrativa moderna dedicata alla vallata del Vara.
Ormai si dedica quasi esclusivamente alla pittura, passa dai verdi che evocano le pianure e le colline, i pioppi e i prati di Beverino agli azzurri e blu più intensi delle profondità marine, delle luminosità del golfo dei poeti, dei relitti sommersi e delle reti di pescatore. Le partecipazioni a mostre collettive e le personali non si contano, tutte accompagnate da successi e da significativi riscontri critici.

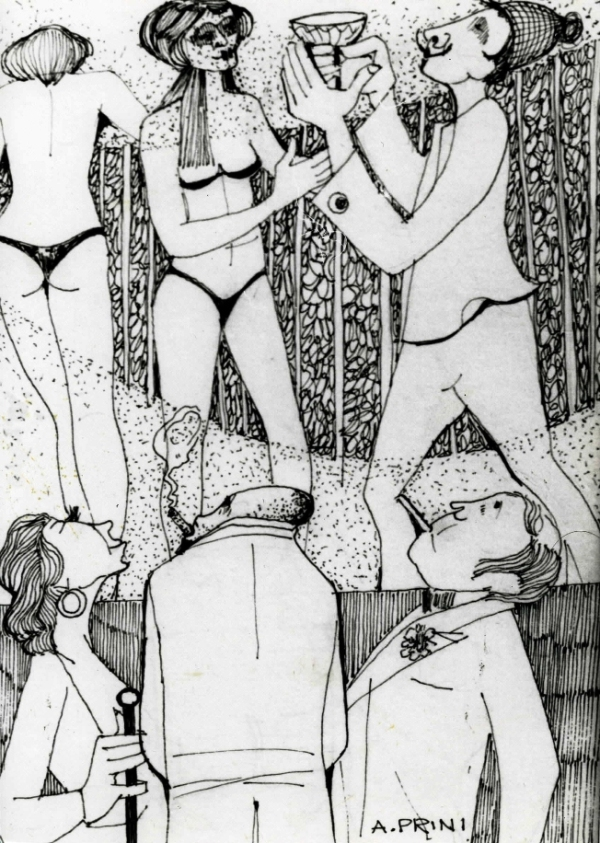
Cabaret, 1979
disegno a china

Alla fine degli anni '70, per un breve periodo, torna prepotentemente il disegno in una serie di opere ironiche e pungenti, ricche di sottili allusioni e sottintesi. 
Lo spirito che lo ha sempre guidato in tutti questi anni non è ancora attenuato e nel 1986, con altri artisti spezzini, costituisce “L'associazione scultori, pittori e grafici della provincia della Spezia”; dal 1989 al 1991 guida il “Laboratorio delle arti” rivolto a uomini e donne (giovani e meno giovani) che lo seguono con entusiasmo; nel 1989 realizza, e dona al Comune della Spezia, il nuovo stendardo del Palio del Golfo che sostituisce il precedente Palio, firmato dall'amico artista Ercole Salvatore Aprigliano, ormai usurato da 30 anni di vittorie e di gioie delle borgate che partecipano alla gara remiera. Il nuovo “Palio” riproduce, da un lato, gli stemmi dei Comuni della Spezia, Lerici e Portovenere, e dall'altro, un giovane e sorridente San Venerio che sovrasta cinque rematori tesi nello sforzo dell'ultima vogata. Lo stendardo è completato da ricami eseguiti dalle abili mani delle suore del Monastero di Marinasco.
Nel 1995 l'ultima mostra, l'antologica di Tellaro, a 83 anni di vita e 65 di lavoro in pittura e grafica.
Gli ultimi anni li trascorre facendo la cosa che più gli piace: dipingere.
Muore nel 1999, ha vicino la figlia Elisabetta.

## Personalità artistica
« [...] Prini compone sulla base di due contemporanee stimolazioni: la capacità impulsiva di gettarsi a capofitto nelle realtà prescelte e l'immediata voluttà di trasferire quelle realtà in un ambito più governato dall'immaginazione...In certi momenti ha anche viaggiato (e sostato) nelle infinite e liberissime plaghe dell'astrazione ma se si confrontano quelle opere con alcune di altri cicli (le reti, ad esempio, od i fondali, ma anche i paesaggi (pezzati della Val di Vara) ci si accorge che le differenze sono puramente epidermiche e starei per dire trascurabili, proprio perché è uguale la passione cromatica ed è costante la ricerca e la conquista degli equilibri compositivi. A proposito di colore poi non si possono non rilevare almeno due persistenze pittoriche precipuamente “sue”, quella che si riferisce alle visioni marine e quella che caratterizza le composizioni di figura: la prima si esprime attraverso accordi, spesso stupendi, fra verdi e blu in tensione reciproca ed in vicendevole “devozione luminosa”; la seconda si fonda su numerosi quanto gradevoli incontri di colori e di tono, fra loro armonizzati certamente ma anche con una buona dose di autonomia. 
Abbiamo parlato finora di figuratività e di astrazione in Prini (c'è anche un interessante, e colpevolmente trascurato dalla critica cosiddetta ufficiale, momento espressionista), ma mai tali due moduli sorposti dall'artista in contrapposizione, in conflitto...Non posso tralasciare la sottolineatura delle notevoli capacità di grafico di Angelo Prini che ha iniziato il suo lungo e felice tragitto nel mondo magico delle arti visive facendo il disegnatore già puntuale e finemente ironico nella caratterizzazione dei lineamenti figurali.
I disegni mostrano non tanto le sue simpatie per la cultura visiva mitteleuropea (segnatamente espressionista) ma piuttosto una modulazione delineativa singolare, pulita, svelta, senza pentimenti. La caratteristica poi di queste opere è la "filosofia ideativa", cioè la satira di costume, ricca di bonaria ironia e di arguti quanto amabili sottintesi. Circa infine la "marinata" di Prini direi che è non soltanto il risultato di un rapporto viscerale con la superficie acquea e con i fondali ma anche un vero e proprio strumento pittorico-mentale attraverso cui l'artista getta sulla tela tutti i suoi impulsi, le sue commozioni, insomma quella voluttà lirica che è sempre – ripetiamolo ancora una volta – immediata e trasparente.

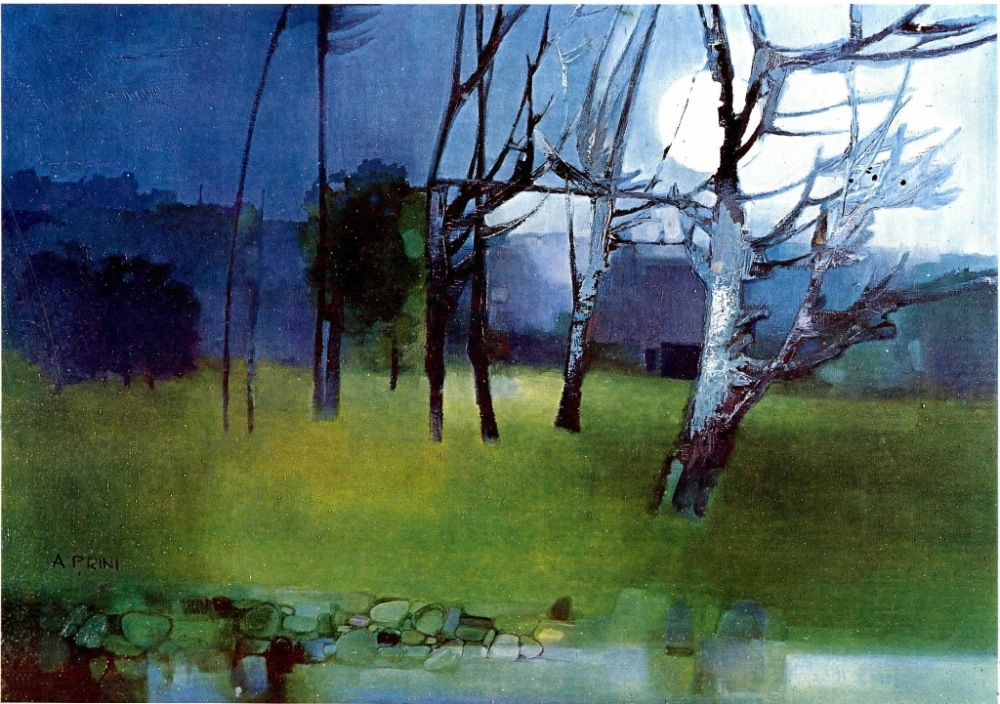
Momento magico al Piano di Beverino,1972
olio su tela, cm 80X120

Direi proprio – e non appaia una forzatura – che tutto è "mare" in Prini se per "mare" si intende – forse si dovrebbe intendere ormai almeno in sede intellettiva –non soltanto il verde-azzurro mobile degli sconfinati "prati" ad esempio, del nostro Tirreno, del grande territorio agitato del Mediterraneo, ma anche  - non sembri un assurdo – le distese variamente colorate della silente Valle del Vara. Mare cioè come vastità ( fissa o mobile non importa), luce, energia e soprattutto come grande contenitore e diuturno “spettacolare” per l'uomo.(Ferruccio Battolini - agosto 1993 Presentazione a catalogo Mostra Antologica Palazzo delle Scuole di Pignone)

## Documentazione Critica
- « [...] Così, oggi, sembra che il rovello di Angelo Prini possa essere definito quello di un artista singolarissimo, il quale cerca di operare un piccolo miracolo: rendere pittorico ciò che, finora, pareva soltanto ottico: rendere visibile, e prigioniero di una specialissima pasta da lui spalmata sulla tela, un effetto di luce effimero, istantaneo, e riscontrabile soltanto in determinate condizioni: quando, per esempio, ci si tuffa nell'acqua immobile di una darsena o tra gli scogli di una baia deserta, un giorno d'estate; o quando fissiamo, in campagna, il sole prossimo al tramonto, e gli occhi ci bruciano, e guardiamo per una volta uno spettacolo comune e abituale, il bosco, il fiume, il campo, la casa, insomma la realtà quotidiana, attraverso le lagrime, improvviso sistema di lenti che la deforma, la scompone, la frantuma in meravigliose iridescenze...».(Mario Soldati - Presentazione a catalogo della “Personale” alla galleria d'Arte Cairola a Milano, 1965.)

- « [...] Rileggere oggi con attenzione il suo itinerario significa rivisitare una lunga esperienza di messaggi, di impegni, di linguaggi, e anche modi e tempi di una presenza che stata culturale e soprattutto artistica e che risale addirittura all'ante guerra. Gli anni ’30 al ’40 furono, infatti, di studio, di elaborazione concettuale, di contati ironici col sociale, anche in chiave caricaturale...Durante gli anni ’50 – passata la bufera – Prini si guarda attorno con vivacissima curiosità culturale ed usa gli strumenti tradizionali per cogliere gli aspetti di un "reale" ritrovato e incantante...Penso si debba finalmente ritrovare tutta la saggezza critica opportuna per rivalutare l'ampio itinerario creativo di Angelo Prini e penetrarvi e studiarlo a modo di esercitazione e di ricerca, una ricerca da condurre dentro una realtà personale astrusa e complessa, con la quale l'artista tentò di realizzarsi – nel mutare dei tempi – come una esemplare totalità, attraverso un codice di scrittura che gli permettesse di cogliere l'infinito nel finito, la chiarezza nel mistero. E gli consentisse di capire e cogliere attraverso simboli creaturali ciò che appariva ai suoi sensi e alla sua mente. Per questa via capiremmo anche noi il valore dell'ultimo acquatico messaggio del Prini, sospeso a mille fili di fantasia, bruciato lucidamente dalle luci che fanno esistere le cose nel momento stesso che le pongono irrealmente fuori tempo e spazio: una “presenza” che vive di assenze, di punti di riferimento sensoriali e prospettici. Allora ci accorgiamo – o ci piace pensarlo – che i fondali sono quelli del cuore prima che quelli delle coste spezzine, e, come tali, con tutte le loro ombre in agguato. (Dino Carlesi Presentazione a catalogo - "Mostra antologica" Montereggio, Antica Chiesa Di S. Apollinare, 1983)